# Kościelec-Kolonia
Kościelec-Kolonia est une localité polonaise de la gmina de Mycielin, située dans le powiat de Kalisz en voïvodie de Grande-Pologne.